# سكوت ديكسون
سكوت ديكسون (بالإنجليزية: Scott Dixon)‏ مواليد 22 يوليو 1980 في بريزبان، هو سائق فورملا 1 نيوزلندي.

## سباقات شارك فيها
- البطولة الأمريكية لسباق السيارات
- سلسلة إندي كار
- إنديانابوليس 500

## وصلات خارجية
- سكوت ديكسون على موقع Racing-Reference.info (الإنجليزية)
- سكوت ديكسون على موقع DriverDB.com (الإنجليزية)

- الموقع الرسمي